# Stretto di Gibilterra

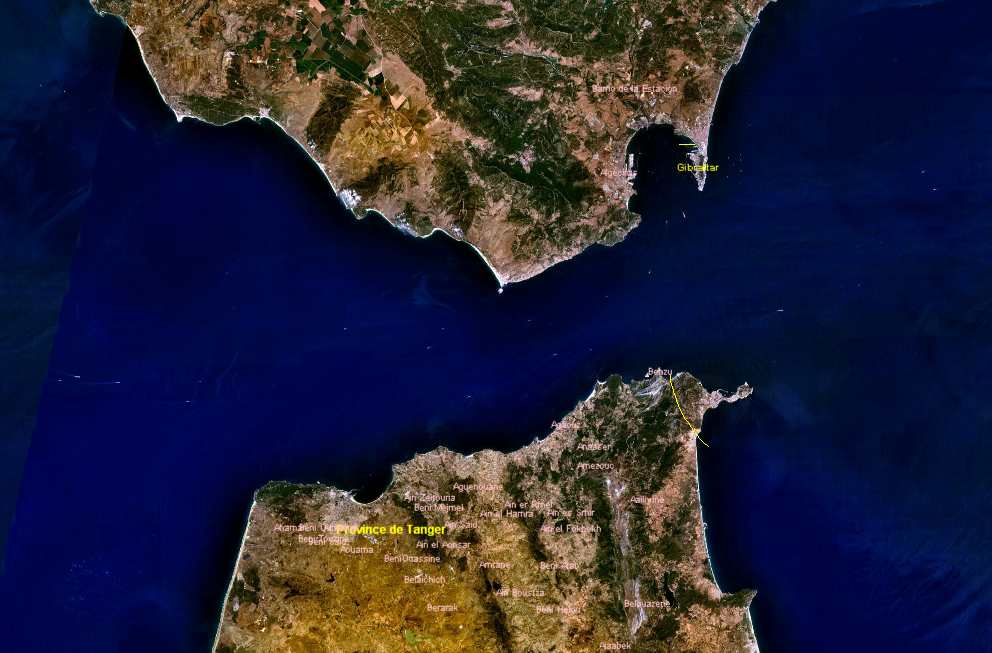
Mappa dello stretto

Lo stretto di Gibilterra (in inglese Strait of Gibraltar, in spagnolo Estrecho de Gibraltar, in arabo "مضيق جبل طارق") è il tratto di mare  che mette in comunicazione l'oceano Atlantico a ovest e il mar Mediterraneo a est, delimitato a nord dall'estremità meridionale della penisola iberica e a sud dal continente africano, dividendo quindi Gibilterra dal Marocco. Ha una lunghezza di circa 60 km, mentre la sua larghezza è compresa tra un minimo di 14 km e un massimo di 44 km. 
Le acque dello stretto bagnano le coste del Marocco, della Spagna e di Gibilterra. Nell'antichità le due località che si fronteggiavano ai due lati dello stretto (le Colonne d'Ercole) si chiamavano Calpe e Abyla. Per alcuni anni i governi della Spagna e del Marocco hanno valutato se costruire un tunnel sotto lo stretto, il progetto prevedeva un doppio tunnel lungo 38,7 km di cui 28 sott'acqua.

## Descrizione
Geograficamente è delimitato a nord dall'estremità meridionale della penisola iberica e a sud da un'exclave spagnola nella parte più settentrionale del Marocco, la città di Ceuta; prende il nome dalla rocca di Gibilterra, promontorio della penisola iberica attualmente possedimento del Regno Unito, che si trova all'imboccatura orientale dello stretto.
La sua larghezza minima è di 14 km tra punta de Tarifa e Punta Cires, quella massima è di 44 km; la lunghezza è circa 60 km. La profondità massima è di circa 900 m. Lo stretto costituisce il punto di maggior vicinanza tra l'Europa (intesa come continente a sé stante, non come Eurasia) e l'Africa.

## Storia
Negli ultimi 6 milioni di anni lo stretto si è chiuso e riaperto per circa 16 volte, a causa della subduzione tettonica e/o del livello del mare, che è dipendente dalla situazione climatica planetaria; per lo spostamento di 2,5 cm/anno della zolla tettonica africana verso l’Europa, lo stretto si chiuderà nuovamente in circa 500 000 anni.
Nell'antichità le due località che si fronteggiano ai due lati dello stretto (le Colonne d'Ercole) si chiamavano Calpe e Abyla, rispettivamente gli importanti porti odierni Gibilterra e Ceuta. Prima dell'apertura del canale di Suez lo stretto di Gibilterra costituiva l'unico sbocco del Mediterraneo, rivestendo grande importanza militare e commerciale.

### Attualità
Da alcuni anni i governi di Spagna e Marocco studiano il modo di costruire un tunnel sotto lo stretto. Nel 2012 è stato definito l'aggiornamento della soluzione di attraversamento nel punto meno profondo tra Tangeri e Tarifa, con fine dei lavori prevista in origine per il 2025. Lo studio è affidato a un gruppo di ingegneri svizzeri, spagnoli, italiani e marocchini. Il progetto include un doppio tunnel di 38,7 km, dei quali 28 sott'acqua, con un tunnel intermedio di sicurezza e servizio, simile al noto Tunnel della Manica. 
Recenti studi hanno rivelato due paleo-canali, profondi più di 600 metri, che intersecano in due punti la traiettoria del tunnel, riempiti con depositi di brecce argillose di tipo flysch. Le condizioni geologiche e idrogeologiche lungo il percorso sono ancora fonte di incertezza, nonostante le ampie indagini svolte. Il tunnel ferroviario trasporterà treni passeggeri, merci, ad alta velocità e speciali. In alternativa, un gruppo di ingegneri statunitensi e britannici ha studiato la possibilità di costruire un ponte sopra lo stretto, tuttavia la profondità e le forti correnti della zona non lo consentono.